# Samantha Dixon

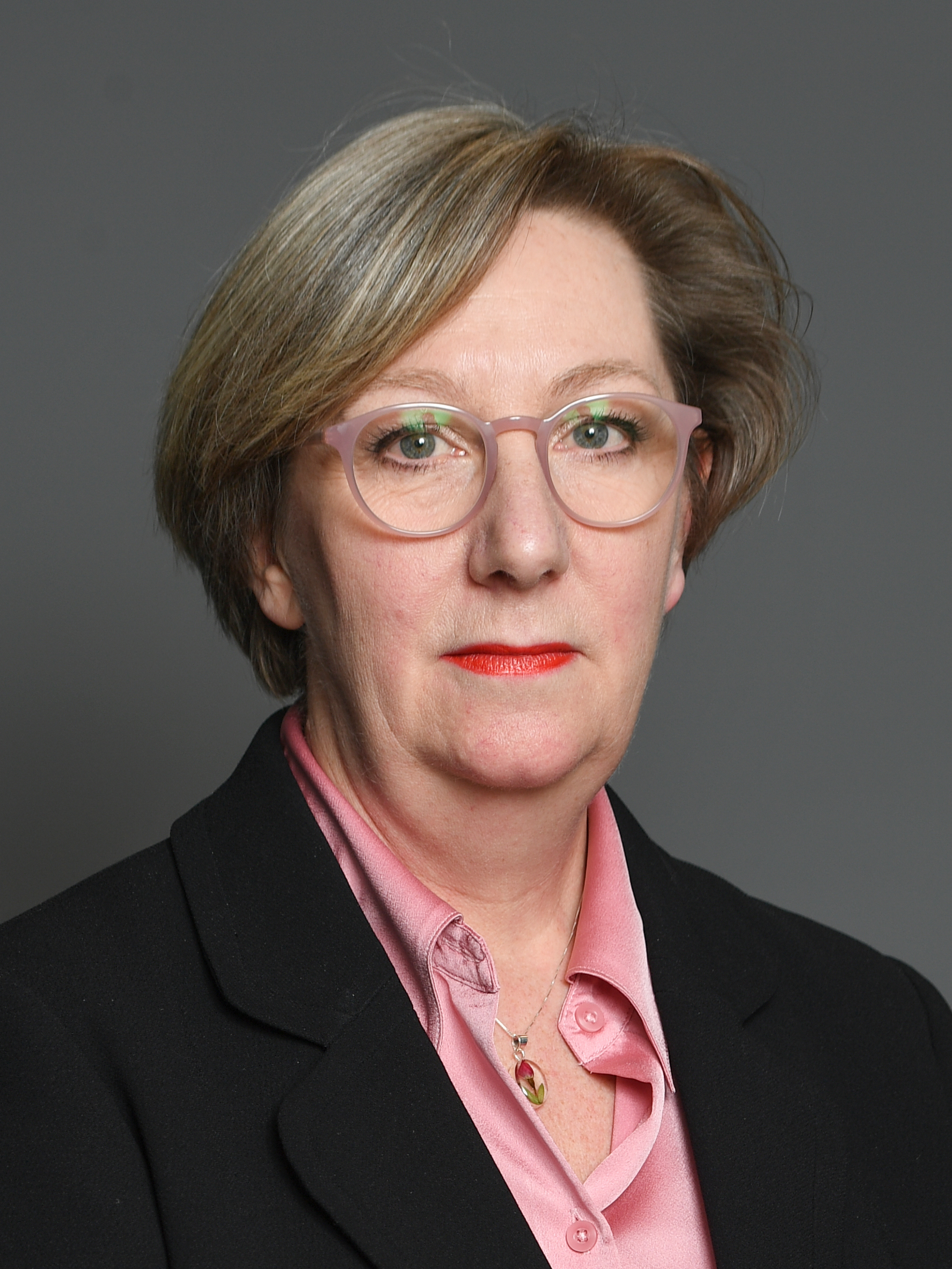
Samantha Dixon 2022

Samantha Kate Dixon MBE (geborene Georgeson, * 23. September 1965 in Reading, Berkshire) ist eine britische Politikerin (Labour Party). Sie siegte bei der Nachwahl im Wahlkreis City of Chester 2022 und sitzt seitdem für den Wahlkreis im britischen Unterhaus. Von 2015 bis 2019 war Dixon die Vorsitzende des Cheshire West and Chester Council und damit die erste Frau in diesem Amt.

## Kindheit, Jugend, Ausbildung, berufliche Laufbahn
Dixon lebte seit ihrem vierten Lebensjahr in Chester, unter anderem in Hoole und Upton-by-Chester, und besuchte die Christleton High School. Sie hat einen BA (1987) in englischer Literatur (British and Commonwealth) von der University of Sheffield und arbeitete von 1989 bis 1997 als leitende Pressesprecherin bei Sotheby’s.

## Politische Laufbahn

### Tätigkeit im Stadtrat
Dixon wurde bei den Ratswahlen 2011 erstmals in den Stadtrat von Cheshire West and Chester gewählt und vertritt den Wahlbezirk Chester City and the Garden Quarter.  2015 wurde sie die erste Frau, die dieses Gremium leitete.
Sie war die Vorsitzende ihrer Fraktion bis zur Wahl 2019, als Labour die Mehrheit im Rat verlor. Dixon trat als Ratsvorsitzende zurück, blieb aber Ratsmitglied für den Chester City and The Garden Quarter Ward.

### Dixon als Unterhausabgeordnete
Am  30. Oktober 2022 wurde Dixon zur Labour-Kandidatin für die Nachwahl im Wahlkreis City of Chester ernannt. Die Nachwahl wurde nötig, weil der bis dahin als Unterhausabgeordneter amtierende  Chris Matheson zurückgetreten war. Zu ihren Wahlversprechen gehörte, die historischen  Chester Rows zur  World Heritage Site zu machen.
Bei dieser Nachwahl gab es neun Kandidaten, die  insgesamt 28.541 Stimmen und damit  41,2 % der Stimmberechtigten auf sich vereinigten. Dixon siegte mit einem Anteil von  60,8 % der abgegebenen Stimmen; für sie stimmten 17.309 Wähler. Nach ihrem Wahlsieg versprach sie, sie werde die Interessen von Chester in Westminster nachdrücklich vertreten.
Im  Februar 2023 wurde sie zur  Parliamentary Private Secretary to Shadow Chancellor of the Exchequer Rachel Reeves ernannt.

## Persönliches
Dixon ist verheiratet und hat drei Kinder.

## Ehrungen
Dixon wurde im Rahmen der Birthday Honours 2022 „für politische Verdienste“ als Member des Order of the British Empire (MBE) ausgezeichnet.